# Utricularia muelleri
Utricularia muelleri — вид рослин із родини пухирникових (Lentibulariaceae).

## Біоморфологічна характеристика
Трав'яниста багаторічна рослина. Квітки жовто-білі, з травня по червень.

## Середовище проживання
Цей вид має широке поширення на півночі Австралії, включаючи Квінсленд, Північну територію й Західну Австралію.
Цей вид вільно плаває у прісноводних болотах, на глибині води до 1 метра, по всій тропічній північній Австралії.

## Використання
Вид культивується ентузіастами роду; торгівля незначна.